# Eparquía de Solimania
La eparquía de Solimania de los caldeos o Sulaimaniya (en latín: Eparchia Sulaimanien(sis) Chaldaeorum) fue una diócesis de la Iglesia católica en Irak perteneciente a la Iglesia católica caldea hasta su supresión en 2013. 

## Territorio
La eparquía tenía jurisdicción sobre los fieles caldeos de la ciudad de Solimania en la gobernación de Solimania en el Kurdistán iraquí.
El territorio constaba de una sola parroquia en la ciudad de Solimania, con dos iglesias: la de San José y la de la Virgen María. 

## Historia
En 1853 la villa de Solimania formaba parte de la archieparquía de Kirkuk cuando su territorio fue incluido en la nueva archiparquía de Senha o Sanandaj (hoy archieparquía de Teherán). En 1895 la villa de Solimania fue transferida desde la archiparquía de Senha a la de Kirkuk, ajustando los límites a las fronteras entre el Imperio otomano y Persia. La archieparquía fue renombrada Kirkuk y Solimania.
En 1913 la villa de Solimania tenía 200 fieles caldeos, un sacerdote, una iglesia y una escuela.
La eparquía de Solimania fue erigida el 7 de marzo de 1968 como sufragánea de la archieparquía de Bagdad de los caldeos, pero nunca se nombró un ordinario: la atención pastoral se confió a obispos de otras eparquías que la gobernaban como administradores apostólicos, o presbíteros con el cargo de administradores patriarcales. 
Fue suprimida el 11 de julio de 2013, anexando su territorio a la archieparquía de Kirkuk, que fue renombrada archieparquía de Kirkuk-Solimania.

## Episcopologio
- Sede vacante
  - Emmanuel Haddad, O.A.O.C. † (1976-1982 renunció) (administrador patriarcal)
  - Abdul-Ahad Rabban, O.A.O.C. † (1982-25 de julio de 1998 falleció) (administrador apostólico)
  - Yousif Hibrahim, O.A.O.C. † (1999-2006 falleció) (administrador patriarcal)
  - Denha Hanna Touma, O.A.O.C. † (2006-2009 falleció) (administrador patriarcal)
  - Louis Sako (2009-11 de julio de 2013 cesó) (administrador apostólico)

## Estadísticas
De acuerdo al Anuario Pontificio 2011 la eparquía tenía a fines de 2010 un total de 550 fieles bautizados.
| Año                                                                             | Población            | Población | Población      | Sacerdotes | Sacerdotes    | Sacerdotes    | Bautizados por sacerdote | Diáconos permanentes | Religiosos | Religiosos | Parroquias |
| Año                                                                             | Bautizados católicos | Total     | % de católicos | Total      | Clero secular | Clero regular | Bautizados por sacerdote | Diáconos permanentes | Varones    | Mujeres    | Parroquias |
| ------------------------------------------------------------------------------- | -------------------- | --------- | -------------- | ---------- | ------------- | ------------- | ------------------------ | -------------------- | ---------- | ---------- | ---------- |
| 1980                                                                            | 861                  | ?         | ?              | 1          |               | 1             | 861                      |                      | 2          |            | 1          |
| 1985                                                                            | 500                  | ?         | ?              | 1          |               | 1             | 500                      |                      | 1          |            | 1          |
| 1999                                                                            | 400                  | ?         | ?              | 1          |               | 1             | 400                      |                      | 1          |            | 1          |
| 2000                                                                            | 403                  | ?         | ?              | 1          |               | 1             | 403                      |                      | 1          |            | 1          |
| 2001                                                                            | 430                  | ?         | ?              | 1          | 1             |               | 430                      |                      |            |            | 2          |
| 2002                                                                            | 450                  | ?         | ?              | 1          | 1             |               | 450                      |                      |            |            | 2          |
| 2003                                                                            | 450                  | ?         | ?              | 2          | 1             | 1             | 225                      |                      | 1          |            | 2          |
| 2004                                                                            | 200                  | ?         | ?              | 1          |               | 1             | 200                      |                      | 1          |            | 1          |
| 2009                                                                            | 550                  | ?         | ?              | 2          | 1             | 1             | 275                      |                      | 1          |            | 1          |
| 2010                                                                            | 550                  | ?         | ?              | 2          | 1             | 1             | 275                      |                      | 1          |            | 1          |
| Fuente: Catholic-Hierarchy, que a su vez toma los datos del Anuario Pontificio. |                      |           |                |            |               |               |                          |                      |            |            |            |